# Мой приятель светофор
«Мой приятель светофор» — советский короткометражный рисованный мультипликационный фильм 1978 года. Режиссёр Фаина Епифанова создала образовательный мультфильм о правилах уличного движения для малышей. Образ волка очень похож на образ другого Волка, из мультсериала «Ну, погоди!».

## Роли озвучивали
- Александр Граве — Слон; Волк; Щенок; Котёнок
- Всеволод Абдулов

## Создатели
- Авторы сценария: Софья Прокофьева, Генрих Сапгир
- Режиссёр: Фаина Епифанова
- Художник-постановщик: Борис Акулиничев
- Оператор: Эрнст Гаман
- Композитор: Михаил Зив
- Звукооператор: Виталий Азаровский
- Художники-мультипликаторы: Александр Сичкарь, Фазиль Гасанов, Наталья Базельцева, Игорь Самохин, Ольга Хорова, Борис Тузанович, Владимир Спорыхин, Александр Елизаров, Валерий Токмаков, Семён Петецкий, Юрий Белов
- Монтажёр: Марина Трусова
- Редактор: Елена Ходина
- Директор картины: Е. Бобровская